# Arizela
Arizela is een geslacht van vlinders van de familie spanners (Geometridae), uit de onderfamilie Ennominae.

## Soorten
- A. dulcis Prout, 1910
- A. tensata Felder, 1874